# Leyes de casco de ciclista por país

◼Obligatoria a nivel estatal; ◼ Obligatorio, pero no se aplican multas; ◼ Solo niños;
◼Rutas interurbanas; ◼ Se aplican algunas leyes locales; ◼ No hay restricciones legales;

El uso del casco de ciclista, y las actitudes hacia su uso varían en todo el mundo. El uso obligatorio del casco se ha propuesto a menudo y es objeto de gran controversia (ver Leyes de casco de ciclista), basado en gran medida en consideraciones de salud pública en general. Solo tres países (Australia , Nueva Zelanda y Uruguay) requieren en la actualidad cumplir el uso universal del casco de ciclista. En algunas otras jurisdicciones, las normas se aplican parciales - para los niños, en ciertos estados o áreas sub-nacionales, o bajo otras condiciones limitadas.

## Uso
Dinamarca y  Holanda tienen una fuerte cultura de la bicicleta y tienen los niveles más bajos de uso del casco.
En los países de la Unión Europea, la Directiva Europea 89/686/EC establece las normas para cascos de ciclista.
En Estados Unidos no todos los estados tienen una ley del casco y  aquellas que las tienen por lo general solo se aplican a los ciclistas menores de una edad determinada. Cuando las leyes se aplican a los menores de edad, los padres o tutores por lo general son responsables del pago, la sanción por no usar un casco de bicicleta es generalmente una pequeña multa.

## Controversia
Con la introducción de una legislación del uso obligatorio del casco para ciclistas en Australia en 1991, se informó de que se ha dado una reducción del 25-38% en las personas que practican el ciclismo en el oeste de Australia.
Mientras tanto una revisión de lesiones en la cabeza y el uso de la bicicleta en cuatro estados australianos (Victoria, Nueva Gales del Sur, Australia del Sur, Australia Occidental) y Nueva Zelanda
concluyó que no había pruebas de que las leyes habían reducido las lesiones de la cabeza.

## La legislación por países
Australia fue el primer país en aprobar el uso obligatorio de casco para todos los ciclistas. La Ciudad de México ha derogado las normativas y leyes de casco de ciclista, Costa Rica también ha derogado la obligatoriedad del casco solo manteniendo la recomendación de usarlo y en Italia, la Federazione Italiana Amici della Bicicletta (FIAB) logró bloquear una propuesta de ley sobre el casco de ciclista. Si bien la ley en el Reino Unido no obliga a llevar cascos ciclistas, la British Medical Association aboga por el uso obligatorio del casco. El Cyclists' Touring Club, la organización más grande en defensa del ciclismo en el Reino Unido, considera el uso del casco como una opción personal más que sea obligatorio por la legislación. En 2002 se hizo un intento de introducir la legislación del casco de ciclista en Polonia, pero éste fue rechazado por las organizaciones de ciclistas. Ningún país europeo obliga a los usuarios de la bici a llevar casco en las ciudades.
| País            | Fecha promulgación                                                                                    | Notas |
| --------------- | --- | --- |
| Alemania        | No se requiere                                                                                        | [ 16 ] |
| Argentina       | 2004                                                                                                  | Obligatorio |
| Australia       | 1991                                                                                                  | Obligatorio |
| Canadá          | 1995 - Nuevo Brunswick 1995 - Ontario* 1996 - Columbia Británica 1997 - Nueva Escocia 2002 - Alberta* | *En Alberta y Ontario solo se aplica a ciclistas menores de 18 años de edad. En 2007 el ayuntamiento de Saskatoon (Saskatchewan) votó contra el uso obligatorio del casco. |
| Chile           | Exigible solo en las zonas urbanas                                                                    | Art. 18º El casco protector exigible a los conductores de bicicletas y sus acompañantes que transiten en las zonas urbanas, deberá cubrir al menos la parte superior de la cabeza y permanecer fijo a ella mediante una cinta o correa que lo sujete por debajo de la barbilla, asegurado mediante hebillas, trabas u otro dispositivo similar. Art. 80 El uso de casco protector, será exigible solo en las zonas urbanas. Art. 201 Son infracciones menos grave: Conducir bicicletas, o similares, contraviniendo la norma sobre uso obligatorio de casco protector y demás elementos de seguridad. |
| Colombia        | | Obligatorio solo para menores de edad y cuando se realicen eventos deportivos, competitivos o en entrenamiento |
| Croacia         | 2008                                                                                                  | Solo para menores de 16 años. |
| Eslovenia       | 2000                                                                                                  | Solo para menores de 15 años. |
| España          | 2015                                                                                                  | Hasta el 9 de mayo de 2014, necesario en vías interurbanas excepto en subidas pronunciadas o con calor excesivo, o para ciclistas profesionales. La Ley de Tráfico y Seguridad Vial del 8 de abril de 2014, en vigor desde el 9 de mayo, obliga a los ciclistas menores de 16 años a llevar casco en todas las vías, y a todos en vías interurbanas, a la espera de que el Reglamento posterior pudiera extender estas obligaciones. Se eliminan las exenciones particulares anteriores. (Art. 47 of "Ley sobre Tráfico, Circulación de Vehículos a Motor y Seguridad Vial") La ciudad de Mollet del Vallès en Cataluña ha votado y aprobado en 2020 el casco obligatorio para ir en bicicleta a cualquier edad en su ordenanza municipal de circulación, cita de su artículo 18 "Quien conduzca una bicicleta por las vías urbanas de Mollet del Vallès tendrá que usar casco, tanto si es mayor como menor de edad." . |
| Estados Unidos  | Varía en cada estado                                                                                  | Por lo general para menores de 12-18 años. |
| Finlandia       | 2003                                                                                                  | No se aplica (sin multa). |
| Francia         | No se requiere                                                                                        | [ 16 ] |
| Hong Kong       | No se requiere                                                                                        | En 2009, la Secretaria de Transportes anunció que el gobierno no tenía intención de introducir la ley del casco obligatorio, basado en parte en "estudios internacionales que apuntaban a que la obligatoriedad puede conducir a una reducción en las actividades ciclistas". |
| Islandia        | 1998                                                                                                  | Solo para menores de 15 años. Islandia ha considerado, -pero no persigue-, la ampliación de su ley del casco para adultos. |
| Israel          | 2007                                                                                                  | No se aplica. A partir de 2011, solo se aplica a menores de 18 años, en vías interurbanas y durante eventos deportivos. |
| Italia          | No se requiere                                                                                        | |
| Corea del Sur   | 2006                                                                                                  | Solo para menores de 13 años |
| Japón           | 2008                                                                                                  | Solo para menores de 13 años. |
| Malta           | 2004                                                                                                  | |
| México          | | Ciudad de México rechazó las leyes de uso obligatorio del casco en 2010. En México el uso de casos por ciclistas depende de la legislación estatal. Por ejemplo Nayarit señala que los ciclistas deberán usar casco protector (art. 61, frac. IV). |
| Panamá          | 2007                                                                                                  | Obligatorio para ciclistas y su violación se sanciona como "Conducir bicicletas y motocicletas sin medidas de seguridad con 15 Balboas (Reglamento de Tránsito de la República de Panamá Artículo 131 literal b.) |
| Nueva Zelanda   | 1993                                                                                                  | Obligatorio |
| Polonia         | No se requiere                                                                                        | [ 15 ] |
| Portugal        | 2013                                                                                                  | No es obligatorio el uso del casco (pero es obligatorio casco para los ciclistas que usen bicis eléctricas -artº82/n.º5 del «Código da Estrada»). |
| Puerto Rico     | 2010                                                                                                  | Obligatorio para todos los ciclistas pero en la práctica la ley no se aplica (ley muerta). Multa impuesta es de cincuenta (50 $) dólares estadounidenses. |
| Reino Unido     | No se requiere                                                                                        | [ 16 ] |
| República Checa | | Solo para menores de 15 años. Ampliado para menores de 18 con efecto desde julio de 2006 |
| Singapur        | | Solo para bicicletas de asistido eléctrico en carretera |
| Sudáfrica       | 2004                                                                                                  | Obligatorio para todos los ciclistas pero en la práctica la ley no se aplica. Ninguna multa ha sido impuesta. |
| Suecia          | 2005                                                                                                  | Solo aplicable a niños menores de 15 años. Sin multa para niños circulando en bici solos que no obedezcan la ley. También se aplica al uso de Segway. |
| Suiza           | No se requiere                                                                                        | [ 16 ] |
| UAE             | 2010 - Dubái                                                                                          | [ 28 ] |
| Uruguay         | 2012                                                                                                  | Obligatorio; Ley 19.061 capítulo IV artículo 33: «casco protector de ciclista: los conductores de bicicleta deben usar un casco protector de seguridad que cumpla con la norma técnica reconocida, de conformidad con lo dispuesto en el anexo I que integra el presente decreto reglamentario» |
| Vietnam         | 2019                                                                                                  | [ 37 ] [ 38 ] |

## Para leer más
- Macpherson, A; Spinks, A (2007). Bicycle helmet legislation for the uptake of helmet use and prevention of head injuries (en inglés). Cochrane Database of Systematic Reviews 2007 (2). The Cochrane Collaboration. doi:10.1002/14651858.CD005401.pub2. Archivado desde el original el 18 de julio de 2021. Consultado el 20 de julio de 2012.